# 稲荷台用水
稲荷台用水（いなりだいようすい）は、埼玉県久喜市を主に流れる水路である。

## 概要
埼玉県久喜市古久喜西側で椎名落川と立体交差する。現在では幸手久喜線の久喜駅北側跨線橋東側交差点付近にて暗渠となる。今日では主として久喜市古久喜・野久喜を流れ、開渠区間の流域には水田が残っている。
吉羽土地区画整理事業が行われる以前、現在のおおよそ図書館通り沿いに南東へ向かい流下していた。図書館通り沿線付近はかつて水田などの農地であったが、土地区画整理事業に伴い次第に市街化が進んだ。水田は現在の図書館通り沿線においては、けやき通り（市道平沼和戸線）との交差点付近に残すのみとなっている。また図書館通り沿線の市街化に伴い、この地域の農業用水の需要が無くなったため、現在幸手久喜線交差点以南ではかつての分流の流路を本流として暗渠内（暗渠の上は幸手久喜線と図書館通りとの交差点付近より久喜駅の北東へ至る市道。）を流下し、久喜市久喜東2丁目の中落堀川橋梁「東橋」の西側にて中落堀川に合流・排水している。流路の詳細に関しては下記の流路節を参照されたい。
青毛堀川以西の吉羽地内には北西より南東へ連なる高台が存在しており、この高台の北側を稲荷台用水が灌漑し、南側を新規堀用水が灌漑していた。
分流
かつて、現在の幸手久喜線交差点以南より中落堀川までの区間の流路より新規堀用水方面（南東方面）へ分水する流路が存在していた。

## 流路
- 起点：新川用水、八幡橋の上流約100m付近より東へ分流。
- 久本寺集会所北側を東へ流れる。
- 中落堀川と立体交差する。（中落堀川は稲荷台用水の下を流れ南へ。）
- 久喜市古久喜西側の椎名落川と立体交差。（稲荷台用水は椎名落川の上を流れる。）
- 古久喜字市ノ坪を流れる。
- 暗渠にてさいたま栗橋線を東側へ横断し、開渠となる。
- 久喜北2丁目と野久喜の境界を南東へ流れる。
- 市役所通り沿いに流れ、一部暗渠となる。
- 市役所通りから反れ、和田集会所方面へ流れる。
- ライオンズマンション壱番館北西、東北本線西側にて南へと流路を変える。
- ライオンズマンション参番館北西、東北本線西側にて南東へと流路を変える。
- 東北本線・東武伊勢崎線・東北新幹線と交差する。
- ローヤルシティー久喜北側を南東へ流れる。
- 幸手久喜線の久喜駅北側跨線橋「丸島大橋」の東側交差点を暗渠にて南側へ横断する。
- 再び暗渠となる。

（現在の流路）
- 暗渠として幸手久喜線と図書館通りとの交差点付近より久喜駅の北東へ至る市道の地下を南西へ流下する。
- 中落堀川橋梁「東橋」の西側にて中落堀川に合流・終点となる。
- 終点：中落堀川

（過去の流路）
- 幸手久喜線を横断後、吉羽字寺田・字沼向・字山下を南東へ流下する。
- 字下河原付近（青毛堀川橋梁「江口橋」の南方）にて新規堀用水へ至る。

## 橋梁
- さいたま栗橋線暗渠
- （市役所通り）
- 暗渠
- 側道および東北本線暗渠
- 歩道橋
- 側道および東武伊勢崎線暗渠
- 東北新幹線高架線
- 幸手久喜線暗渠